# Alexandre Xavier Panel
 (juin 2022).
Si vous disposez d'ouvrages ou d'articles de référence ou si vous connaissez des sites web de qualité traitant du thème abordé ici, merci de compléter l'article en donnant les références utiles à sa vérifiabilité et en les liant à la section « Notes et références ».
Alexandre Xavier Panel, né le 10 septembre 1699 à Nozeroy et mort en 1777 à Madrid, est un jésuite et numismate français.

## Biographie
Né en 1699 à Nozeroy, petite ville de Franche-Comté, il fut admis à l’âge de vingt ans dans la Compagnie de Jésus, et professa les humanités et la rhétorique dans les collèges de Besançon, Lyon et Marseille. Son goût le portant vers l’étude de l’antiquité, il fit de rapides progrès dans la connaissance des médailles. Quelques dissertations qu’il publia l’ayant fait connaître, il fut appelé en 1738 en Espagne, où il obtint le double emploi de précepteur des infants et de garde du cabinet des médailles du roi. En 1742, il vint en France pour examiner le riche médaillier de Rothelin, dont il était chargé de faire l’acquisition, et il ne quitta Paris qu’après s’être assuré que cette belle collection irait bientôt augmenter celle de l’Escurial. Incertain de revoir jamais la France, il voulut dire un dernier adieu à ses parents et aux amis qu’il avait en Franche-Comté. En passant à Dijon, il s’y arrêta, moins pour voir les restes du médaillier du P. Chifflet que pour jouir quelques jours de la conversation du P. Oudin, l’un des hommes les plus distingués que la société eût produits. A Besançon, il retrouva Mairot de Mutigney, qui partageait son goût pour la numismatique ; et ce dernier lui céda une suite de médailles celtiques ou gauloises recueillies en Franche-Comté. Le P. Panel, à son retour en Espagne, fut nommé professeur de rhétorique au collège royal de Madrid ; et quoiqu’il remplît tous les devoirs de cette place avec beaucoup de zèle, il n’en continua pas moins de se livrer à l’étude de la numismatique : il mit en ordre le cabinet du roi, et en fit la description conservée parmi les manuscrits de la bibliothèque de l’Escurial. Il préparait une nouvelle édition du recueil des médailles des empereurs romains, par Adolph Occo, édition que les savants attendaient avec impatience ; et il s’occupait en même temps de décrire les médailles grecques, égyptiennes et latines, qu’André Morell n’a point citées dans son Thesaurus ; mais il n’eut pas le loisir de terminer ces deux grands ouvrages ; il mourut à Madrid en 1777.

## Œuvres
- De cistophoris seu nummis quæ cistas exhibent, Lyon, 1734, in-4°, fig. Cette dissertation traite des médailles sur lesquelles on voit des cistes ou corbeilles que les prêtres portaient aux fidèles de Cybèle.
- Dissertation en forme de lettre sur le triumvirat de Galba, Othon et Vitellius, et sur celui de Pescennius Niger, Clodius Albinus et Septime Sévère (Mémoires de Trévoux, août 1735, p. 1349). Le P. Panel cherche à prouver que ces triumvirats ont réellement existé, mais son opinion, opposée au témoignage de tous les historiens, a été réfutée par le P. Tournemine dans le même journal.
- Lettre touchant le médaillier de M. Lehret, premier président du Parlement de Provence, Londres, 1737, in-4° ;
- Explication d’une médaille d’Auguste, frappée à Lyon, sans date, in-4°, et insérée dans les Mémoires de Trévoux, juin 1738, p. 1263. II commençait alors un ouvrage intitulé Lugdunum vetus nummis et marmoribus illustratum ; mais son départ pour l’Espagne l’empêcha d’exécuter ce projet.
- Lettre à M. D. B. (de Boze), sur une médaille de la ville d’Iconium, Mémoire de Trévoux, mars 1739, p. 540 ;
- Remarques sur les premiers versets du premier livre des Macchidiées, ou Dissertation sur une médaille d’Alexandre le Grand, Lyon, 1739, in-4°. Cet ouvrage a été traduit en espagnol par Manuel Gomez y Marco, Valence, 1753, in-4°, avec le texte français. Le P. Panel promettait une Histoire des Macchabées prouvée par les médailles ; il est probable qu’elle n’a jamais existé qu’en projet.
- De nummis Vespasiani fortunam et felicilatem reduces exprimentibus, ibid., 1742, in-4° ;
- De Coloniæ Tarraconæ nummo, Tiberium Augustum, Juliam Augustam, Cæsaris Augusti filiam, Tiberii uxorem, et Drusum Cæsarem, utriusque filium exhibente, Zurich, 1748, in-8°, fig. ; ibid., 1748, in-4°. En regard du texte est la traduction espagnole, par don Bonavent. Garcias. Le P. Panel prétend prouver par cette médaille que tout ce que les historiens ont rapporté de l’exil de Julie et de sa mort prématurée doit être regardé comme fabuleux.
- De nummis exprimentibus undecimum Treboniani Galli Augusti annum ; Galli Augusti decimum et tertium ; decimum quartum Æmilani Augusti, Coloniæ Viminacii ; undecimum denique Valeriani senioris, ibid., 1748, in-4°, fig. Cette dissertation est adressée au comte d’Etling, qui avait fait part au P. Panel de son embarras pour expliquer ces médailles qui ne s’accordent point avec les récits des historiens. Le P. Panel, fidèle à son système, prétend que les médailles doivent servir à rectifier les historiens, par la raison que le témoignage d’un métal exempt de passion, et qui garde fidèlement l’empreinte qui lui est confiée, doit être préféré aux relations des hommes quelquefois trompés et souvent trompeurs. Il est difficile, disent les rédacteurs des Mémoires de Trévoux, de soutenir une mauvaise cause avec plus d’esprit (voy. décembre 1748).
- De Ferdinandi regis natalibus : de virorum principum natales celebrandi apud veteres consuetudine, Madrid, 1750,in-4°. Cette dissertation fait autant d’honneur au goût qu’à l’érudition du P. Panel.
- La sabiduria y la locura en el pulpito de los monjos, ibid., 1758. On trouve l’analyse de cet ouvrage dans le Journal encyclopédique, année 1759. La Serna Santander possédait trois manuscrits du P. Panel : Dissertation sur l’éloquence de la chaire, et économie d’un sermon ; — Dialogues des morts, concernant l’Histoire d’Espagne, in-fol. de 85 pages; — Mémoire sur l’Histoire d’Espagne et d’Afrique, in-fol. (voy. le Catal. de la Bibl. de Santander).